# Gran Galà del calcio AIC 2015

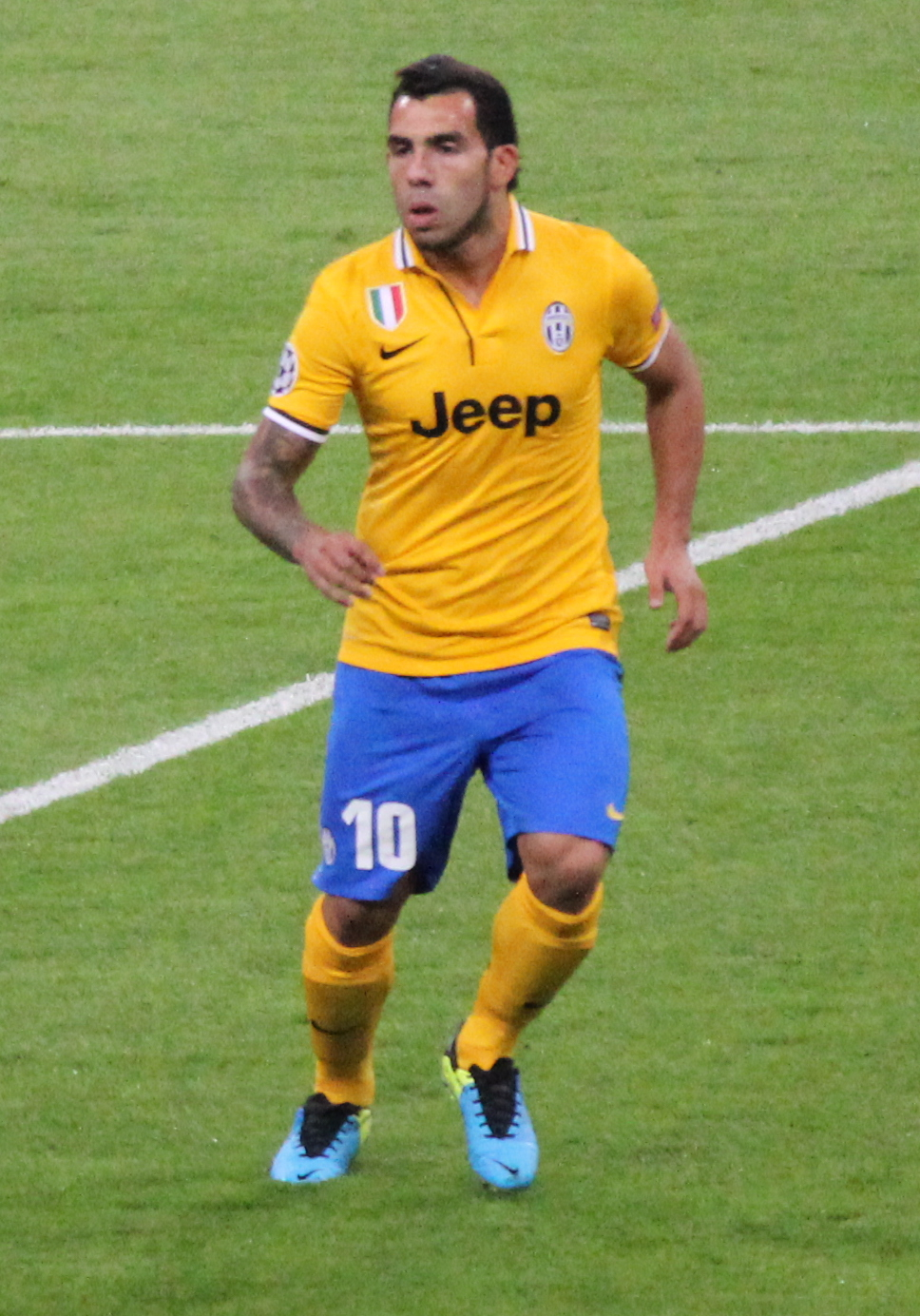
L'argentino Carlos Tévez, migliore calciatore assoluto al Gran Galà del calcio AIC 2015.

Il Gran Galà del calcio AIC 2015 è stata la quinta edizione dell'omonima manifestazione in cui sono stati premiati, da parte dell'Associazione Italiana Calciatori, i protagonisti del calcio italiano per la stagione 2014-2015.
I riconoscimenti sono stati consegnati il 14 dicembre 2015 presso l'Auditorium di Milano presentata da Massimo Caputi e Max Giusti.
Protagonista dell'edizione, per il quarto anno consecutivo, è stata la Juventus premiata come miglior società e, attraverso i suoi tesserati, capace di primeggiare anche nella squadra dell'anno, con sei elementi, nonché nei riconoscimenti riservati al miglior calciatore assoluto, Carlos Tévez, e al migliore allenatore, Massimiliano Allegri, quest'ultimo al secondo successo dopo quello conseguito alla guida del Milan quattro anni prima.

## Vincitori
Squadra dell'anno
| Ruolo | Naz.                 | Giocatore         | Squadra  |
| ----- | -------------------- | ----------------- | -------- |
| P     | Italia (bandiera)    | Gianluigi Buffon  | Juventus |
| D     | Italia (bandiera)    | Matteo Darmian    | Torino   |
| D     | Italia (bandiera)    | Leonardo Bonucci  | Juventus |
| D     | Italia (bandiera)    | Daniele Rugani    | Empoli   |
| D     | Italia (bandiera)    | Giorgio Chiellini | Juventus |
| C     | Belgio (bandiera)    | Radja Nainggolan  | Roma     |
| C     | Italia (bandiera)    | Andrea Pirlo      | Juventus |
| C     | Francia (bandiera)   | Paul Pogba        | Juventus |
| A     | Argentina (bandiera) | Mauro Icardi      | Inter    |
| A     | Italia (bandiera)    | Luca Toni         | Verona   |
| A     | Argentina (bandiera) | Carlos Tévez      | Juventus |

Migliore calciatore assoluto
| Piazzamento | Giocatore    | Squadra  |
| ----------- | ------------ | -------- |
| Vincitore   | Carlos Tévez | Juventus |

Migliore allenatore
| Piazzamento | Allenatore           | Squadra  |
| ----------- | -------------------- | -------- |
| Vincitore   | Massimiliano Allegri | Juventus |

Migliore calciatore della Serie B
| Piazzamento | Giocatore   | Squadra |
| ----------- | ----------- | ------- |
| Vincitore   | Adam Masina | Bologna |

Miglior società
| Piazzamento | Società calcistica |
| ----------- | ------------------ |
| Vincitore   | Juventus           |

Migliore arbitro
| Piazzamento | Arbitro        |
| ----------- | -------------- |
| Vincitore   | Nicola Rizzoli |

Calciatrice dell'anno
| Piazzamento | Giocatrice         | Squadra      |
| ----------- | ------------------ | ------------ |
| Vincitrice  | Melania Gabbiadini | Verona Women |